# Iglesia del Triunfo (Cuzco)
La Iglesia del Triunfo es una iglesia católica que, junto con la Catedral y la Iglesia de la Sagrada Familia, forma el complejo catedralicio de la ciudad del Cusco, Perú. Está ubicada al lado norte de la Catedral en la Plaza de Armas de dicha ciudad.  El complejo ocupa un área de 3918 metros cuadrados y es el monumento religioso más importante del Centro Histórico del Cusco. 

## Historia
Luego de la fundación española de la ciudad del Cusco, se realizó el reparto de solares por parte de Francisco Pizarro. En esa oportunidad se adjudó el espacio ocupado por uno de los dos Suntur Wasi existentes en la Wakaypata y que se ubicaba donde hoy se levanta esta iglesia. Era un lugar preeminente en la plaza y se encontraba en un nivel alto tenía dominio sobre todo el conjunto. Vicente de Valverde celebró acá la primera misa que se dijo en la ciudad del Cusco. y colocó la cruz que había traído desde España y que es conocida como Cruz de la Conquista manteniéndose esta en el mismo lugar correspondiente al altar mayor de este templo Asimismo durante el Sitio del Cusco esta iglesia fue el cuartel principal de los españoles y que generó las versiones de aparición de San Santiago y la Virgen apoyándolos.
A partir de 1538, cuando Valverde regresó de Europa nombrado ya como el primer Obispo del Cusco y del Perú, la iglesia fue utilizada como Catedral hasta 1654 cuando se inauguró la actual Catedral del Cusco. La primera construcción fue de adobe y estuvo en pie en los siglos XVI y XVII. En 1664 se levantó, bajo el patrocinio de Diego Arias de la Cerda un edificio coronado por una cúpula con tres portales en la fachada y una imagen de la Virgen de la Asunción. Este segundo edificio fue derribado en 1729 y se levantó el edificio actual cuyo trazado es de Miguel de los Ángeles Menchaca y que se terminó definitivamente en 1732.
La iglesia no sufrió daños por el terremoto de 1950.

## Descripción
Fue construida con piedra andesita, sobre la base del primigenio templete con su cúpula. La planta asemeja una cruz griega, la cúpula de piedra está ubicada al centro formada por cuatro pilares cruciformes que se levantan sobre los pedestales para sostener cuatro arcos de medio punto de cantería que soporta la estructura de la cúpula central. 
La fachada no tiene exornaciones y mantiene un estilo renacimiento constituida por un lienzo rectangular de dos cuerpos o niveles. El primero corresponde a las puertas y el segundo a las ventanas. El cuerpo inferior consta de tres puertas que culminan en arcos de mediopunto. La puerta central, la más alta, es la única que está en servicio, las dos laterales están tapiadas posiblemente desde su inauguración. A cada lado de la puerta, sobresaliendo de la línea de fachada, corren juntas dos columnas corintias sobre un pedestal común adosado al edificio y culminan en un falso entablamento modulando un frontón trinagular con el tímpano incompleto en lo que sería el vértice superior en cuyo lugar hay una ventana. En cada una de las puertas laterales hay jambas y un arco dovelados junto y afuera de las jambas corre una moldura vertical a manera de falsa columna que remata en un frontón similar al existente en la puerta central y en cuyo vértice hay un espacio libre ocupado por una especie de medallón cuadrado. Entre las puertas hay sendos marcos rectangulares con un texto inserto alusivmo a los milagros producidos a favor de los españoles durante el sitio del Cusco.
El primero señala:

En este lugar, galón, años después iglesia, donde puso sus plantas María Madre de Dios ostentando su poder, haciendo cielo este sitio y victoria de batalla feliz de la conquista, asombrando un sinnúmero de indios, apagando el incendio de estos bárbaros, amparando a los españoles, plantando la fe y convirtiendo a estos gentilísimos, eligiendo como a patrona de sus triunfales aras, año 1664.

El segundo, con desgaste señala:

De este mismo sitio fue visto salir el Patrón de las ESpañas Santiago Apóstol a derribar los bárbaros en defensa de la predicación evangélica y atónita la idolatría veneró Rayo al hijo del Trueno rindiendo homenaje al cetro hispánico guerreando el ... esta eternidad ...idad ... patrón de ... con dogentilidad por lumbrera de la cristiandad. Año 1664.

Encima de cada una de las puertas aparecen sendas ventanas que culminan en arco de medio punto. La fachada concluye en su extremo superior con filetes horizontales que forman una cefea con figuras cuadrangulares en sucesión. Finalmente, como proyección de la línea de puertas y ventanas hay tres hornacinas que cobijan una imagen en bulto.  Hasta el terremoto de 1950 existió en el vano falso del medio la imagen ecuestre del Apóstol Santiago.
El templo es formado por tres naves: de la epístola, del evangelio y la nave central, un coro alto ubicado en el sector lateral de la nave del evangelio, precisamente se ingresa de la Catedral a la Iglesia del Triunfo por el sotocoro de la iglesia..

#### Libros y Publicaciones
- Angles Vargas, Víctor (1983). Historia del Cusco (Cusco Colonial) Tomo II Libro Primero. Lima: Industrialgrafica S.A.
- Kubler, George (1953). «Cuzco Reconstrucción de la ciudad y restauración de sus monumentos Informe de la misión enviada por la Unesco en 1951». UNESCO. Consultado el 26 de agosto de 2019.

- Datos: Q42828578